# Атлетіко Фламінго
Футбольний клуб «Атлетіко Фламінго» (нід. Sport Vereniging Atlétiko Flamingo Bonaire) — футбольний клуб клуб з селища Нікібоко на острові Бонайре, яке є окремим муніципалітетом Королівства Нідерландів.

## Історія
Клуб був заснований у 2008 році, а з сезону 2015 року виступає у найвищій Лізі Бонайре. Як і інші клуби острова, «Атлетіко Фламінго» грає домашні матчі на стадіоні «Антоніо Тренідат» у місті Рінкон місткістю 1500 глядачів.

## Титули і досягнення
- Переможець Ліги Бонайре (1): 2015—2016